# Caloncoba
Caloncoba es un género de plantas fanerógamas con 7 especies de arbustos perteneciente a la familia de las achariáceas. Se encuentra en África y América.

## Taxonomía
El género fue descrito por  Ernest Friedrich Gilg y publicado en Botanische Jahrbücher für Systematik, Pflanzengeschichte und Pflanzengeographie 40: 458. 1908.

## Especies deCaloncoba
- Caloncoba brevipes (Stapf) Gilg
- Caloncoba crepiniana (De Wild. & T.Durand) Gilg
- Caloncoba echinata (Oliv.) Gilg
- Caloncoba gilgiana (Sprague) Gilg
- Caloncoba glauca (P.Beauv.) Gilg
- Caloncoba lophocarpa (Oliv.) Gilg
- Caloncoba welwitschii (Oliv.) Gilg